# Australian Open 2019 (rolstoelvrouwendubbel)
Op het Australian Open 2019 speelden de rolstoelvrouwen de wedstrijden in het dubbelspel op vrijdag 25 en zaterdag 26 januari 2019 in het Melbourne Park te Melbourne.

## Toernooisamenvatting
Titelhoudsters Marjolein Buis (Nederland) en Yui Kamiji (Japan) hadden zich niet als team voor deze editie van het toernooi ingeschreven. Kamiji speelde samen met de Italiaanse Giulia Capocci – zij strandden in de eerste ronde. Buis en de Duitse Sabine Ellerbrock bereikten de finale.
Het als eerste geplaatste Nederlandse duo Diede de Groot en Aniek van Koot won het toernooi. In de finale versloegen zij het als tweede geplaatste koppel Marjolein Buis en Sabine Ellerbrock in de match-tiebreak, met een tiebreak in de tweede set. Het was hun tweede gezamenlijke titel. De Groot had daarnaast drie eerdere grandslamdubbelspeltitels met andere partners; Van Koot tien.

## Geplaatste teams
| Nr. | Team                             | Resultaat   | Uitgeschakeld door            |
| --- | -------------------------------- | ----------- | ----------------------------- |
| 1.  | Diede de Groot Aniek van Koot    | winnaressen | winnaressen                   |
| 2.  | Marjolein Buis Sabine Ellerbrock | finale      | Diede de Groot Aniek van Koot |

## Toernooischema
| Legenda | Legenda                  |
| ------- | ------------------------ |
| Q       | Qualifier                |
| WC      | Deelname via wildcard    |
| LL      | Lucky Loser              |
| r       | Opgave / trok zich terug |
| w/o     | Walk-over                |
| Alt     | Alternate                |
| SE      | Special Exempt           |
| PR      | Protected Ranking        |
| d       | Diskwalificatie          |

|  | eerste ronde | eerste ronde                     | eerste ronde                     | eerste ronde | eerste ronde |                               |                                | finale | finale | finale | finale | finale |
|  |              |                                  |                                  |              |              |                               |                                |        |        |        |        |        |
|  | 1            | Diede de Groot Aniek van Koot    | 6                                | 6            |              |                               |                                |        |        |        |        |        |
|  |              | Giulia Capocci Yui Kamiji        | 2                                | 0            |              |                               |                                |        |        |        |        |        |
|  |              | Giulia Capocci Yui Kamiji        | 2                                | 0            | 1            | Diede de Groot Aniek van Koot | 5                              | 7      | [10]   |        |        |        |
|  |              |                                  |                                  |              |              | Diede de Groot Aniek van Koot | 5                              | 7      | [10]   |        |        |        |
|  |              | 2                                | Marjolein Buis Sabine Ellerbrock | 7            | 64           | [8]                           |                                |        |        |        |        |        |
|  |              | 2                                | Marjolein Buis Sabine Ellerbrock | 7            | 64           | [8]                           | Kgothatso Montjane Lucy Shuker | 6      | 1      | [7]    |        |        |
|  |              |                                  |                                  |              |              |                               | Kgothatso Montjane Lucy Shuker | 6      | 1      | [7]    |        |        |
|  | 2            | Marjolein Buis Sabine Ellerbrock | 2                                | 6            | [10]         |                               |                                |        |        |        |        |        |